# Metopidiothrix shelleyi
Metopidiothrix shelleyi är en mångfotingart som beskrevs av Shear 1994. Metopidiothrix shelleyi ingår i släktet Metopidiothrix och familjen Metopidiotrichidae. Inga underarter finns listade i Catalogue of Life.